# Feminilidade

O Nascimento de Vênus (1486, Uffizi) é uma representação clássica da feminilidade pintada por Sandro Botticelli. Vênus (Afrodite dos gregos) era a deusa romana associada ao amor e fertilidade.

Feminilidade ou feminidade é um conjunto de atributos, comportamentos e papéis geralmente associados às meninas e às mulheres. A feminilidade é constituída por ambos os fatores socialmente definidos e biologicamente-criados. Isto faz com que seja distinta da definição biológica do sexo feminino, já que machos e fêmeas podem exibir características femininas. As pessoas que apresentam uma combinação de ambas as características masculinas e femininas são consideradas andróginas e as filósofas feministas têm argumentado que a ambiguidade de gênero pode obscurecer a classificação de gênero. As conceituações modernas de feminilidade também não confiam apenas em construções sociais, mas nas escolhas individuais feitas pelas mulheres.
Os traços tradicionalmente citados como femininos incluem gentileza, empatia e sensibilidade, embora traços associados com a feminilidade variem dependendo da localização e do contexto e sejam influenciados por uma variedade de fatores sociais e culturais.

## História
Tara Williams sugeriu que as noções modernas de feminilidade na sociedade falante de Inglês começou durante o período medieval inglês no momento da peste bubônica em 1300. As mulheres no início da Idade Média foram referidas simplesmente dentro de seus papéis tradicionais de solteira, esposa ou viúva.:4 Depois que a Peste Negra na Inglaterra dizimou cerca de metade da população, os papéis tradicionais de esposa e mãe mudaram e novas oportunidades surgiram para as mulheres na sociedade. Prudence Allen traçou como o conceito de "mulher" mudou durante este período.
Em 1949, a intelectual francesa Simone de Beauvoir escreveu que "nenhum destino biológico, psicológico ou econômico determina o valor que a fêmea humana apresenta na sociedade" e "não se nasce, mas se torna, uma mulher", uma ideia que foi pego em 1959 pelo sociólogo canadense-americano Erving Goffman e em 1990 pela filósofa americana Judith Butler,  que teorizaram então que género não é fixo ou inerente, mas sim um conjunto socialmente definido de práticas e traços que, ao longo do tempo, se tornam rótulos de feminino ou masculino. Goffman argumentou que as mulheres são socializadas para se apresentarem como "preciosas, ornamentais e frágeis, sem instrução e mal adaptadas para qualquer coisa que exija esforço muscular" e projetar "timidez, reserva e uma exibição de fragilidade, medo e incompetência."
Feministas da segunda onda, influenciadas por Beauvoir, acreditam que, apesar das diferenças biológicas inatas entre homens e mulheres, os conceitos de feminilidade e masculinidade foram construídos culturalmente, com características como passividade e ternura atribuídos às mulheres e agressividade e inteligência atribuídos aos homens. As meninas, segundo elas, foram então socializadas com brinquedos, jogos, programas de televisão e ensino na escola em conformidade com valores e comportamentos femininos. Em sua livro de 1963 The Feminine Mystique, a feminista americana Betty Friedan escreveu que a chave para a subjugação das mulheres reside na construção social da feminilidade como infantil, passiva e dependente e pediu uma "reformulação drástica da imagem cultural de feminilidade".

## Comportamento e personalidade

"Mulheres são mulheres, sempre: duas garotas do exército com espelho e pente no Neguev." Legenda original da foto, tirada pelo exército israelense na Guerra dos Seis Dias.

Enquanto as características que definem a feminilidade não são universalmente idênticas, existem alguns padrões: bondade, empatia, sensibilidade, carinho, doçura, compaixão, tolerância, nutrição, deferência e carência são traços que tradicionalmente têm sido citados como femininos.
A feminilidade é por vezes ligada a objetificação sexual e apelo sexual. A passividade sexual, ou receptividade sexual, às vezes são consideradas traços femininos, enquanto a assertividade sexual e o desejo sexual às vezes são considerados masculinos.
A dicotomia sexo/gênero de Ann Oakley teve uma considerável influência sobre os sociólogos ao definirem comportamento masculino e feminino na forma regulamentada, policiada e reproduzida na nossa sociedade, bem como as estruturas de poder relacionadas com os conceitos. Alguns teóricos queer e outros pós-modernistas, porém, rejeitaram a dicotomia sexo (biologia) / gênero (cultura) como uma "simplificação perigosa".
O debate sobre a influência da socialização e dos fatores inatos na formação da identidade de gênero e do comportamento de gênero tem sido uma questão central na psicologia e em disciplinas correlatas. Essa discussão busca entender até que ponto as características de gênero são moldadas pelo ambiente social e cultural em que uma pessoa vive, em comparação com predisposições biológicas que podem estar presentes desde o nascimento. Diane F. Halpern aponta que tanto os fatores sociais quanto os biológicos têm um papel significativo, mas a proporção e a interação entre eles ainda necessitam de uma investigação mais profunda para serem plenamente compreendidas. A questão de ser algo inato ou adquirido continua a gerar debates acalorados e é frequentemente alimentada por novos achados científicos que desafiam ou confirmam antigas teorias. Por exemplo, estudos que exploram o impacto de hormônios e predisposições genéticas na formação do comportamento de gênero contribuem para a visão de que os elementos inatos têm peso. Por outro lado, pesquisas que enfocam a influência da educação, das normas sociais e da cultura mostram como a socialização molda as percepções e expressões de gênero ao longo da vida.
Em 1959, pesquisadores como John Money e Anke Erhardt propuseram a teoria hormonal pré-natal. A pesquisa afirma que os órgãos sexuais banham o embrião com hormônios no útero, resultando no nascimento de um indivíduo com um cérebro distintamente macho ou um cérebro feminino; isto foi sugerido por alguns para "prever o desenvolvimento comportamental futuro em uma direção masculina ou feminina". Esta teoria, no entanto, tem sido criticada por razões teóricas e empíricas e permanece controversa. Em 2005, uma investigação científica sobre sexo e psicologia mostrou que as expectativas de gênero e a ameaça do estereótipo afetam o comportamento e a identidade de gênero de uma pessoa já aos três anos de idade. Money também argumentou que a identidade de gênero é formada durante a infância nos três primeiros anos.
Mary Vetterling-Braggin argumenta que todas as características associadas com a feminilidade surgiram a partir de encontros sexuais humanos primitivos forçados principalmente pelos indivíduos do sexo masculino. Outros, como Carole Pateman, Ria Kloppenborg e Wouter J. Hanegraaff, argumentam que a definição de feminilidade é o resultado de como as mulheres devem se comportar de forma a manter um sistema social patriarcal.
Em seu livro Masculinity and Femininity: the Taboo Dimension of National Cultures  psicólogo e pesquisador holandês Geert Hofstede escreveu que apenas comportamentos diretamente relacionados com a procriação podem, em rigor, serem descritos como femininos ou masculinos, e ainda todas as sociedades em todo o mundo reconhece muitos comportamentos adicionais como mais adequados para mulheres do que para homens e vice-versa. Ele descreve isso como escolhas relativamente arbitrárias mediadas por normas e tradições culturais, identificando "masculinidade contra feminilidade" como uma das cinco dimensões básicas em sua Teoria das dimensões culturais. Hofstede descreve comportamentos femininos, como "servir", "permissividade" e "benevolência", e descreve como femininos os países que salientam a igualdade, a solidariedade, a qualidade do trabalho da vida e a resolução de conflitos por compromisso e negociação.
Na escola da psicologia analítica de Carl Jung, a anima e o animus são os dois arquétipos antropomórficos primários da mente inconsciente. A anima e o animus são descritos por Jung como elementos de sua teoria do inconsciente coletivo, um domínio do inconsciente que transcende a psique pessoal. No inconsciente do homem, se encontra a sua expressão como personalidade feminina interior, a anima; equivalentemente, no inconsciente do sexo feminino, que é expressa como uma personalidade masculino interior é o animus.

## Vestuário e aparência
Nas culturas ocidentais, o ideal de aparência feminina inclui tradicionalmente, cabelo longo e esvoaçante, a pele clara e uma cintura estreita e os pouco ou nenhum pelo corporal ou facial. Em outras culturas, no entanto, as expectativas são diferentes. Por exemplo, em muitas partes do mundo, os pêlos das axilas não são considerados pouco feminino. Hoje, a cor rosa está fortemente associada à feminilidade, enquanto no início de 1900 a cor rosa era associada a meninos e o azul às meninas.
Estes ideais femininos de beleza têm sido criticados por feministas e outros como sendo restritivos, insalubres e até mesmo racistas. Em particular, a prevalência de aneroxia e outros distúrbios alimentares nos países ocidentais tem sido frequentemente atribuídos ao ideal feminino moderno da magreza.
Em muitos países muçulmanos, as mulheres são obrigadas a cobrir suas cabeças com um hijab (véu), considerado um símbolo de modéstia feminina e moralidade.

### Na história
Os padrões culturais variam muito sobre o que é considerado feminino. Por exemplo, no século XVI, na França, saltos altos foram considerados um tipo distintamente masculino de sapato, embora sejam atualmente considerados como femininos.
No Egito Antigo, as vestes ajustadas e rendadas com pedraria eram consideradas como roupas femininas, enquanto vestes apenas envolvendo o corpo, perfumes, cosméticos e joias elaboradas eram usadas tanto por homens quanto por mulheres. Na antiga Pérsia, as roupas eram na Roma antiga usavam a palla, um manto retangular e o maphorion.

## Modificação corporal e superficial

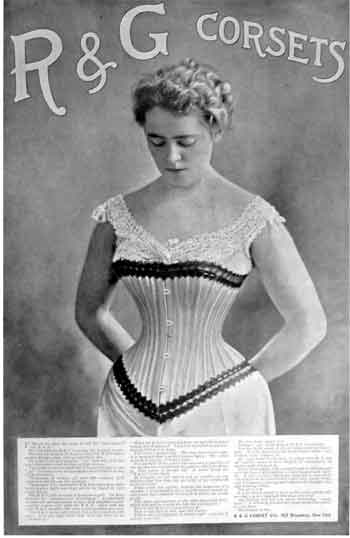
Publicidade de espartilho (1898). A cintura delgada foi um ideal feminino do século XIX
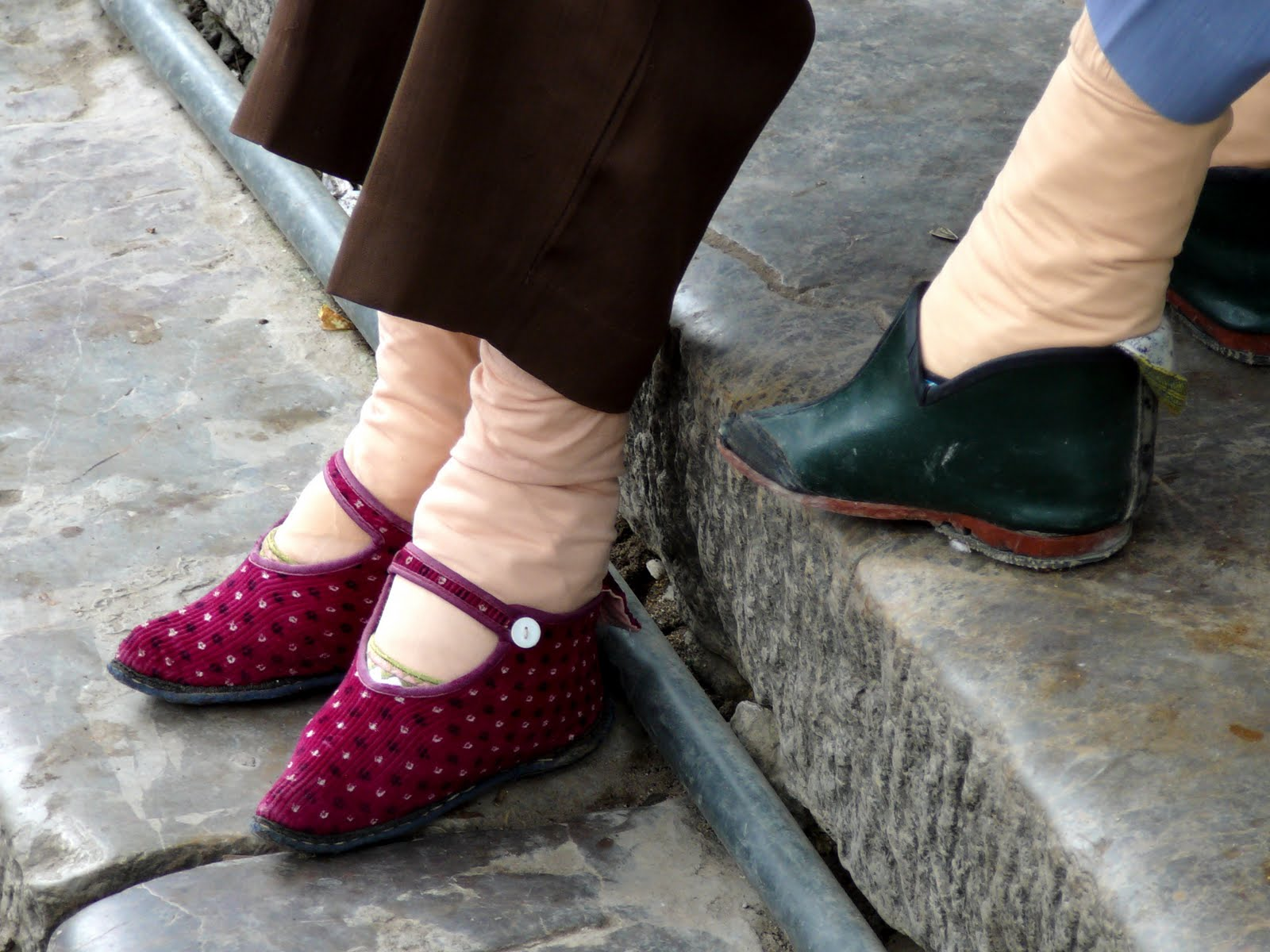
Na China até o século XX, os pés amarrados para ficarem minúsculos era considerado aristocrático e feminino para as mulheres
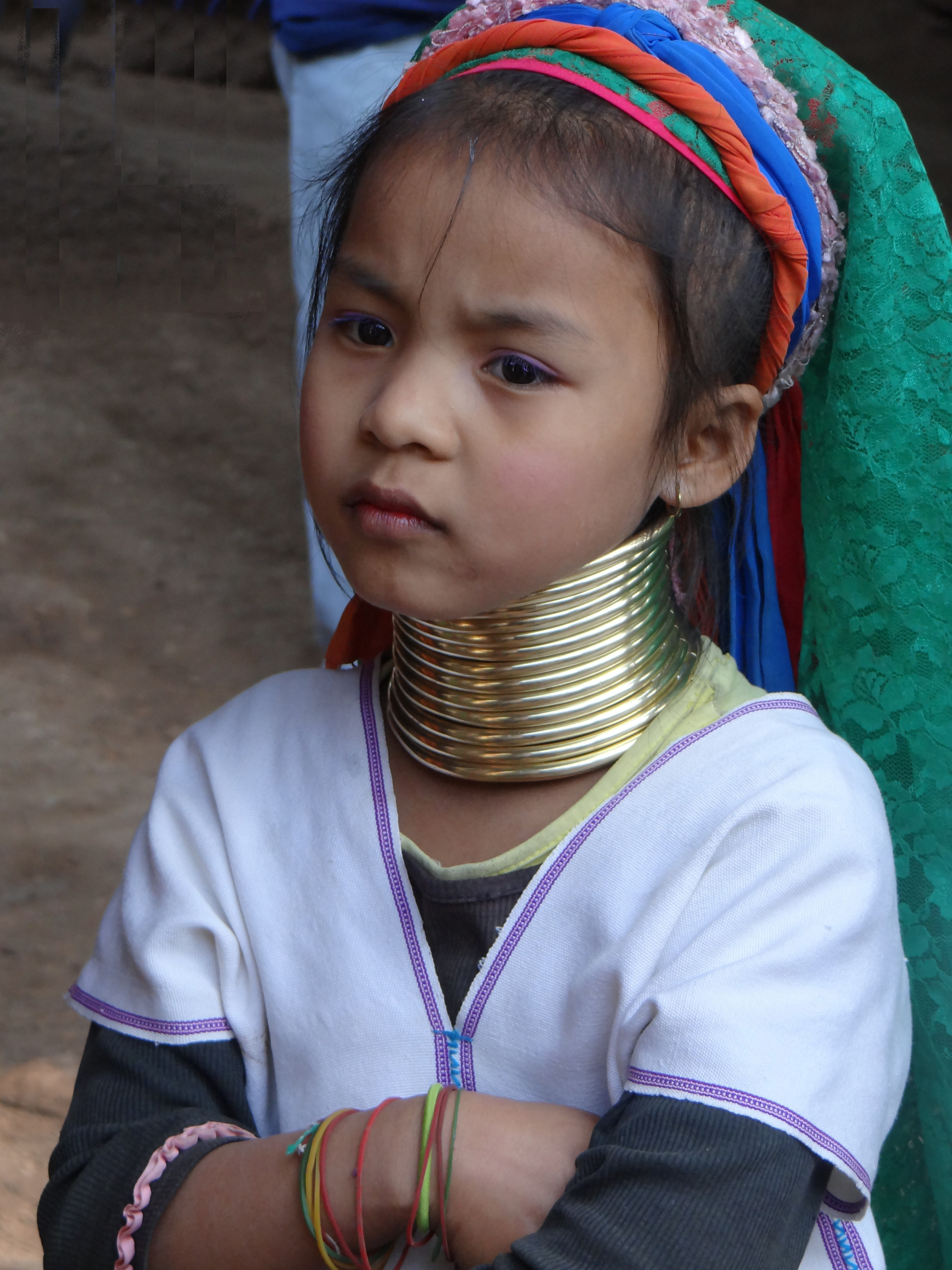
Menina da província de Chiang Mai, Tailândia, usando anel de pescoço
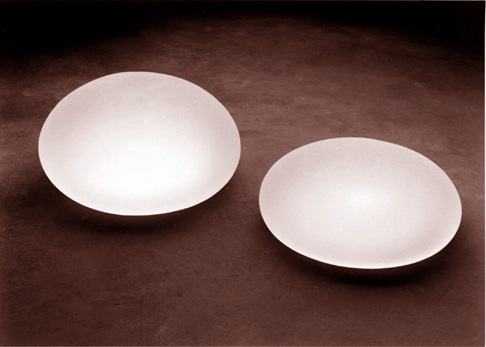
Próteses salinas para aumento de seio

A modificação corporal é a alteração deliberada do corpo humano para fins de estética ou não-médico.
Durante séculos na China Imperial, os pés pequenos eram considerados uma característica aristocrática em mulheres. A prática das ligaduras se destinava a melhorar esta característica, embora tornasse o caminhar difícil e doloroso.
Em algumas partes da África e Ásia, os anéis de pescoço são usados para alongar o pescoço. Nessas culturas, um pescoço longo caracteriza a beleza feminina. O Padaung da Birmânia e mulheres tutsis do Burundi, por exemplo, praticam esta forma de modificação do corpo.

## Visões acadêmicas
Para entender o termo ideal feminino, precisamos entender o que a feminilidade é. "Ela encarna uma constelação de significados, que geralmente se referem aos atributos, comportamentos, interesses, maneirismos, aparências, funções e expectativas que temos associados ao sexo feminino durante o processo de socialização, a socialização do papel de gênero depende de modelagem e reforço - as meninas são e as mulheres aprendem e internalizam traços e comportamentos femininos socialmente esperados e aceitáveis e são recompensadas por comportamentos de gênero adequado." A publicação The Psychology of Women Quarterly também menciona que há inúmeros problemas psicológicos relacionados com a feminilidade entre as mulheres e as adolescentes. A construção social da feminilidade tem efeitos adversos sobre as mulheres. O que está faltando na pesquisa atual de feminilidade é "uma ferramenta que permita a compreensão das experiências da feminilidade subjetiva das mulheres e avaliem suas relações com a saúde psicológica das mulheres". O que mais tarde foi desenvolvido foi a Escala de estresse subjetivo da Feminilidade (SFSS), uma escala que mede as experiências das mulheres de ser mulher e avalia os níveis de estresse que podem sentir associado com suas experiências femininas. Sabemos também que "as normas femininas da cultura dominante são insidiosamente potentes e capilares e são susceptíveis de influenciar a cada mulher que vive na sociedade americana [...] a evidência empírica sugere que os estudos atuais sobre a feminilidade (ou seja, traços, normas papel, estresse do papel de gênero) podem não conseguir captar as experiências de mulheres de diversas origens".
O feminino ideal tem sido debatido durante séculos. Virginia Woolf escreve: "As mulheres têm servido todos esses séculos como uma lente que possui o poder mágico e delicioso de refletir a figura do homem com o dobro do seu tamanho natural". Em janeiro de 1931, Woolf escreveu um texto que foi lido para a Sociedade Nacional de Auxílio às Mulheres, convidada para falar sobre as suas experiências profissionais, a escritora discorreu sobre o "Anjo do Lar", uma sombra que, segundo ela, havia em todas as mulheres. Woolf a descreve como o "Anjo do Lar": "Ela era extremamente simpática. Imensamente encantadora. Totalmente altruísta. Excelente nas difíceis artes do convívio familiar. Sacrificava-se todos os dias. Se o almoço era frango, ela ficava com o pé; se havia ar encanado, era ali que ia se sentar – em suma, seu feitio era nunca ter opinião ou vontade própria, e preferia sempre concordar com as opiniões e vontades dos outros. E acima de tudo – nem preciso dizer – ela era pura. Sua pureza era tida como sua maior beleza – enrubescer era seu grande encanto. Naqueles dias – os últimos da Rainha Vitória – toda casa tinha seu Anjo".